# Eversmannia sogdiana
Eversmannia sogdiana là một loài thực vật có hoa trong họ Đậu. Loài này được Ovcz. miêu tả khoa học đầu tiên.